# Pumas (rugby)
Pumas es un equipo profesional de rugby con sede en la ciudad de Mbombela, Distrito Municipal de Ehlanzeni, en Sudáfrica. Participa anualmente en la Currie Cup y en las diferentes competencias nacionales.
Es representado por los Lions en el United Rugby Championship.

## Historia
Fue fundada en 1969, hasta el año 1995 mantuvo el nombre de South Eastern Transvaal, de 1996 a 1999 se llamaron Mpumalanga Pumas, en 1999 adquirieron su actual denominación.
Desde el año 1969 participa en la principal competición entre clubes provinciales de Sudáfrica, donde obtuvo su primer campeonato en la temporada 2022 luego de vencer 26 a 19 a Griquas en la final.
Enfrentó a los British and Irish Lions en 1997 perdiendo por un marcador de 64 a 14, además ha derrotado a las selecciones de Escocia y Gales.

## Palmarés
- Currie Cup (1): 2022

- Currie Cup First Division (3): 2005, 2009 y 2013

- SA Cup (1): 2025

- Rugby Challenge (1): 2018

- Vodacom Cup (1): 2015

- Paul Roos Trophy (1): 1972

- Sport Pienaar Cup (1): 1978